# Сопеньо, Иван
Иван Франко Сопеньо (исп. Iván Franco Sopegno; род. 25 сентября 1963, Росарио) — аргентинский футболист и тренер.

## Карьера
В качестве игрока выступал на позиции вратаря. Свою карьеру начинал в составе клуба «Росарио Сентраль», в составе которого он становился чемпионом страны. Позднее Сопеньо выступал за различные коллективы из Перу и Гватемалы. После завершения карьеры бывший голкипер занялся тренерской деятельностью в последней стране. Он несколько раз вставал у руля одного из самых титулованных гватемальских клубов «Комуникасьонеса». Под его руководством команда завоевывала несколько национальных титулов. В 2014 году аргентинский специалист возглавил сборную Гватемалы. В 2015 году он тренировал национальную команду на Золотом кубке КОНКАКАФ в США.

## Достижения

### Футболиста
- Чемпион Аргентины: 1986/87
- Чемпион Гватемалы (2): 1991/92, 1993/94

### Тренера
- Чемпион Гватемалы (8): 2008 (Апертура), 2010 (Апертура), 2011 (Апертура), 2012 (Апертура), 2013 (Клаусура), 2013 (Апертура), 2014 (Клаусура), 2014 (Апертура)